# Eduard von Witzleben
Emil Anton Eduard von Witzleben (* 16. Januar 1850 in Hude; † 2. März 1920 in Oldenburg) war ein preußischer Generalmajor und Ehrenritter des Johanniterordens.
Er stammte aus dem Thüringer Uradelsgeschlecht von Witzleben und war der älteste Sohn des Gutsbesitzers Ernst von Witzleben (1810–1874). 1876 heiratete er in Oldenburg Marianne von Grün. Die Ehe blieb kinderlos.